# 御柱祭

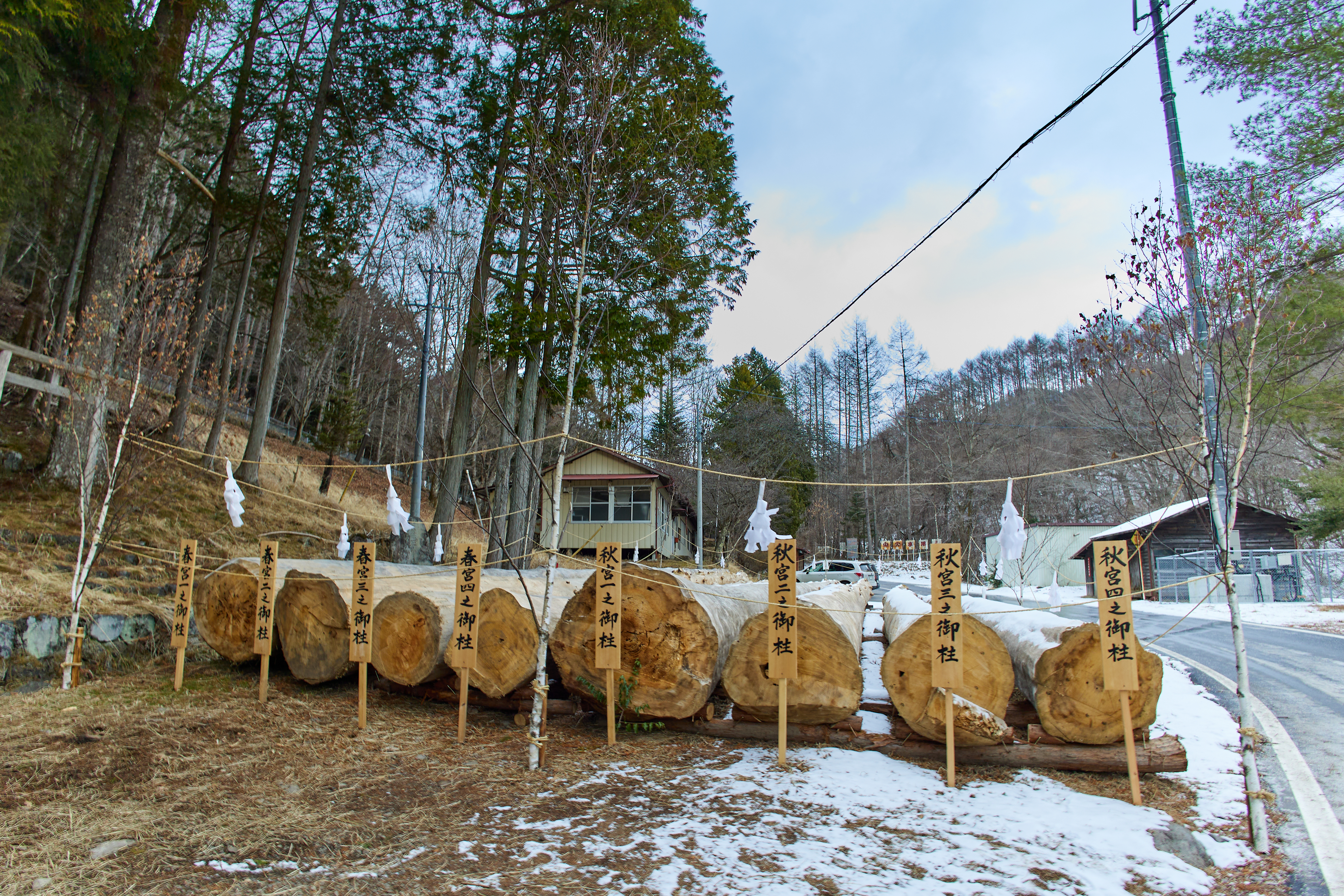
祭り前のご神木

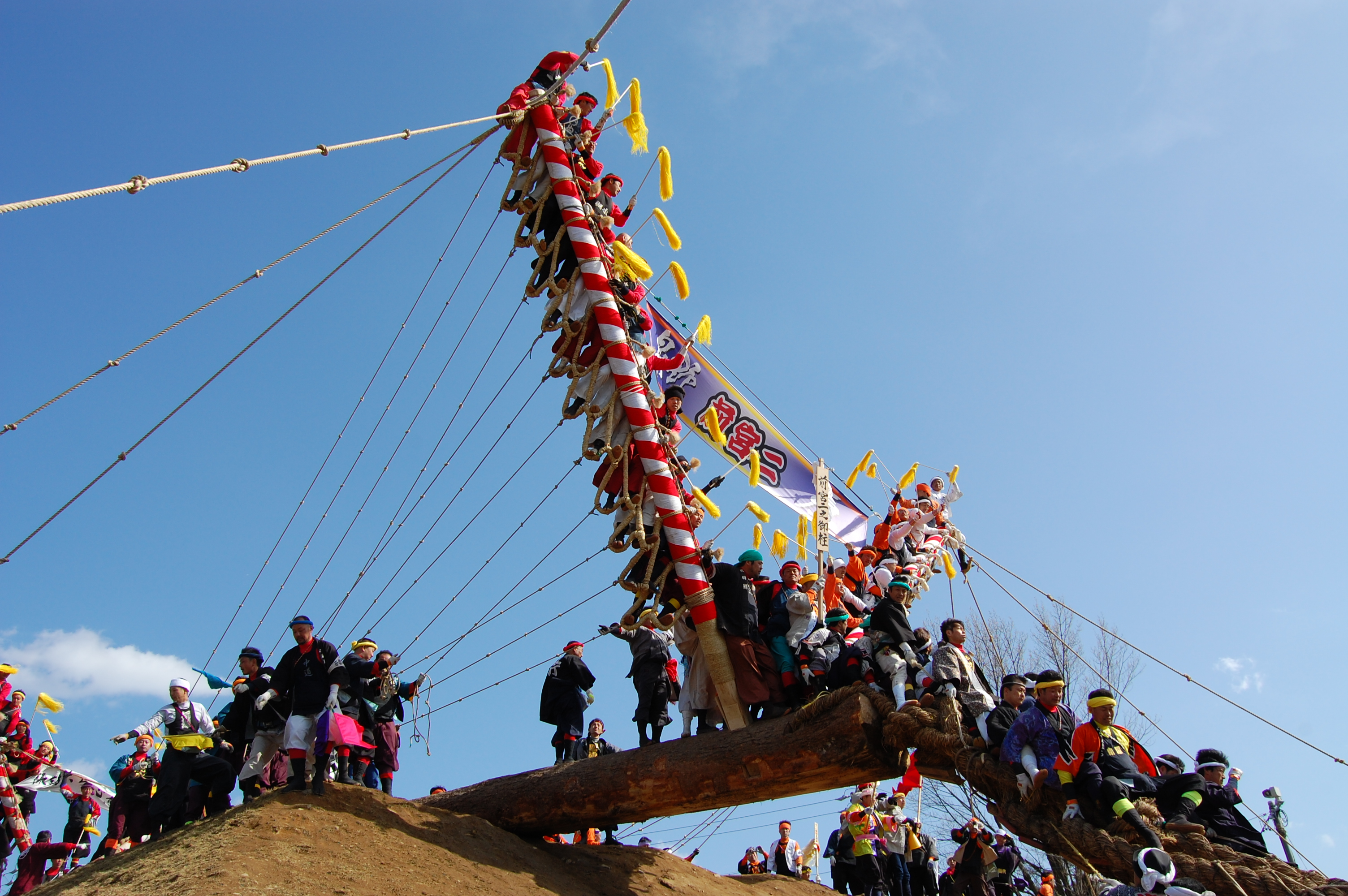
上社の木落し

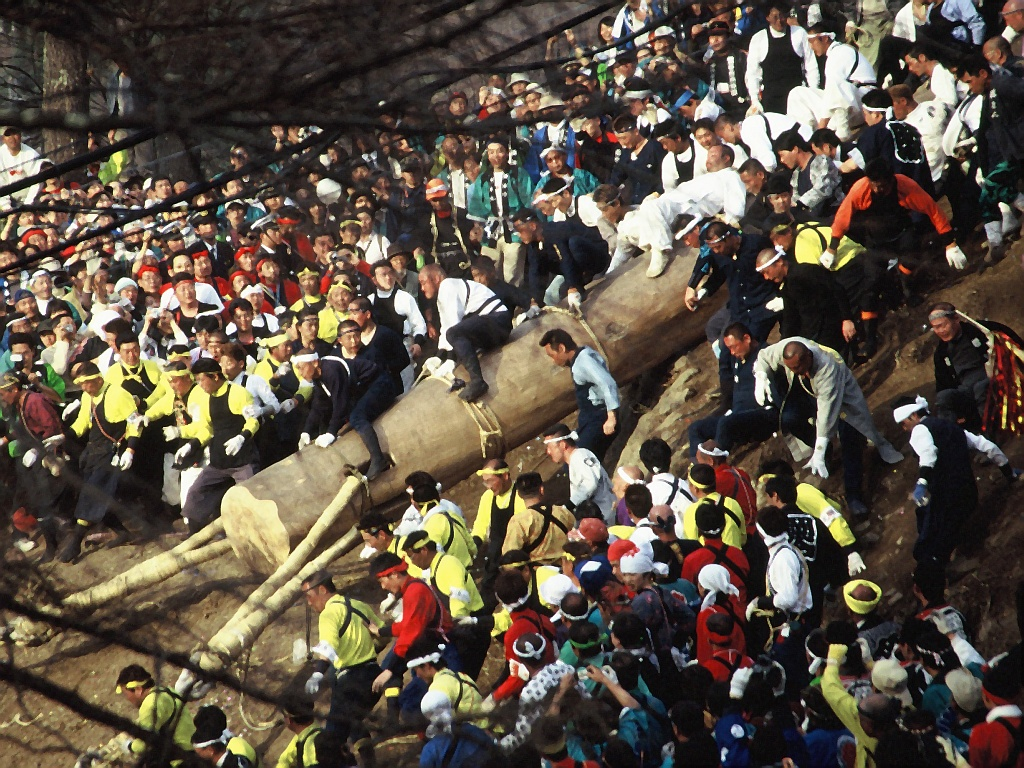
下社の木落し

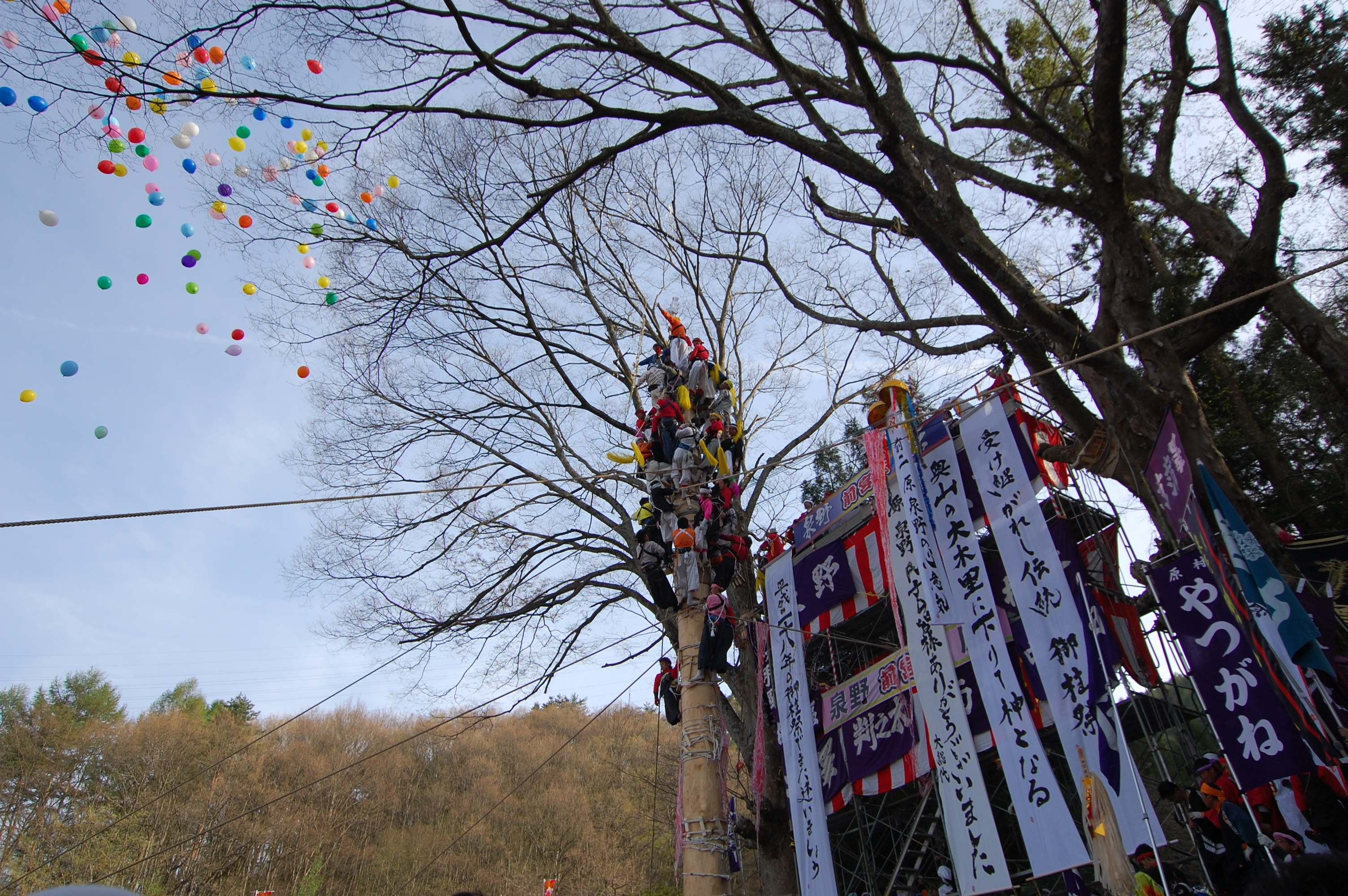
建御柱

御柱（おんばしら、みはしら）または御柱祭（-さい、-まつり）は、長野県諏訪地方で行われる祭である。諏訪大社における最大の行事である。正式には「式年造営御柱大祭（しきねんぞうえいみはしらたいさい）」といい、寅と申の年に行われる式年祭である。長野県指定無形民俗文化財。日本三大奇祭のひとつとされる。
大社での開催年を中心に、全国の諏訪神社や関連神社（通称：小宮）でも同様の祭（小宮祭）が実施される。

## 概要
山中から御柱として樅（もみ）の大木を16本（上社本宮・前宮、下社秋宮・春宮各4本）切り出し、長野県諏訪地方の各地区の氏子の分担で4箇所の各宮まで曳行し社殿の四方に建てて神木とする勇壮な大祭である。この御柱祭りは7年目ごとに行われ、柱を更新する。氏子は、木遣りや喇叭に合わせて曳行する。
正確には満6年間隔で行われる「6年に一度」だが、慣例として数え年の7年目ごとという意味で「7年に一度」「7年目」「数えで7年」などと表記される。大きくは「山出し」と「里曳き」にわかれそれぞれ4月と5月に、そして下社は上社の1週間後に行われる。諏訪地方あげての一大行事であり、これに合わせて休日を設定する企業もある。
建御柱の前後に本来の式年祭といえる宝殿の造営がされるが、一般には取り上げられることが少ない。これは御柱の曳行と建立が氏子の奉仕によって行われるのに対し、宝殿の造営と遷座は諏訪大社神職が中心となり執り行われる行事のためである。
山出し、里曳きの日には地元ケーブルテレビ局「LCV」および同社のコミュニティFM局「エルシーブイFM」（76.9MHz）が生放送し、テレビでは夜間は日中の再放送を行う。1980年（昭和55年）以来、LCVにとって御柱祭は同局最大のイベントであり、社員・スタッフ総出で番組制作を行っている。御柱祭の公式映像ソフトも同局が制作している。
2004年（平成16年）、2010年（平成22年）は以下の日程で行われた。
- 4月2日〜4日：上社山出し
- 4月9日〜11日：下社山出し
- 5月2日〜4日：上社里曳き
- 5月7日：下社宝殿遷座祭
- 5月8日〜10日：下社里曳き
- 6月15日：上社宝殿遷座祭

2020年（令和2年）4月に発表された2022年（令和4年）の御柱祭は以下の日程で、前回2016年（平成28年）と同じであった。
- 4月2日〜4日：上社山出し
- 4月8日〜10日：下社山出し
- 5月3日〜5日：上社里曳き
- 5月13日：下社宝殿遷座祭
- 5月14日〜16日：下社里曳き
- 6月15日：上社宝殿遷座祭

しかし、2022年（令和4年）2月22日に開催された諏訪大社大総代でつくる上社御柱祭安全対策実行委員会で、新型コロナウイルス感染症（COVID-19）対策により準備が制約を受けることや、参加者の安全・安心が担保できないことなどが理由で、同年の御柱祭では上社、下社とも氏子による曳行を断念しトレーラーで運搬され、山出しのハイライトである両社の木落しは行われないこととなった。
この結果、2022年（令和4年）の御柱祭は以下の日程に変更され、行われた。
- 4月2日：上社山出し、トレーラーによる運搬、曳行路も大幅に変更。
- 4月8日、9日：下社山出し、トレーラーによる運搬、木落し坂を迂回。
- 5月3日〜5日：上社里曳き
- 5月13日：下社宝殿遷座祭
- 5月14日〜16日：下社里曳き
- 6月15日：上社宝殿遷座祭

2025年（令和7年）4月4日、諏訪大社と大総代会が会見し、2028年（令和10）の御柱祭の日程を発表した。
- 4日1〜3日：上社山出し
- 4月8日〜10日：下社山出し
- 5月3日〜5日：上社里曳き
- 5月12日〜14日：下社里曳き

## 歴史

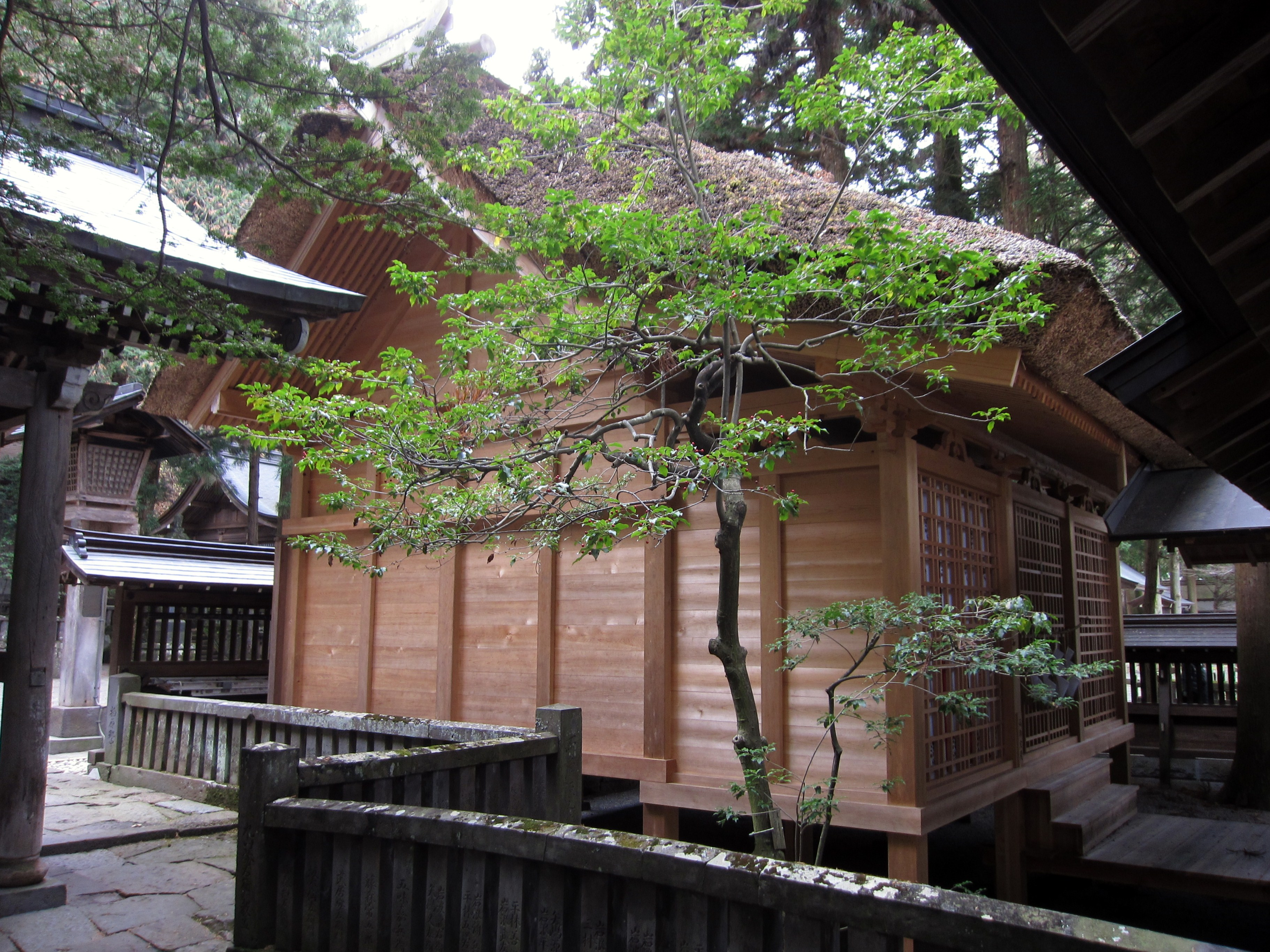
諏訪大社上社本宮の西宝殿

起源は、平安時代以前とされる。諏訪大社の祭神は五穀豊穣、狩猟・風・水・農耕の神として古くから信仰されており、それらを祈願するものであったと推測される。江戸時代以降は、宝殿の造営（建て替え）と御柱の曳き建てが行われている。

### 神話伝説
諏訪大社の神である建御名方神（諏訪明神）については様々な伝承が伝わっている。『古事記』によると出雲の大国主神が高天原の天照大御神の使者達に国譲りを承諾したとき、ただ一柱反対した建御名方神は使者であった武神建御雷神に挑むも敗れ、追われることとなった。結局諏訪湖畔まで逃げてきて降伏し、その際この地から出ないことを誓って許される。一方、諏訪地域では建御名方神が『古事記』の描写とは逆で、諏訪に侵入して洩矢神をはじめ先住の神々を降伏させた立派な神とされている。
『諏方大明神画詞』（1356年（正平11年））には、「寅・申の干支に当社造営あり、一国の貢税、永代の課役、桓武の御宇に始まれり」とあって、桓武天皇の時代には諏訪社の社殿の造営が行われていたことを証明している。伝承によると、征夷大将軍に任じられた坂上田村麻呂が蝦夷征討の際に諏訪社に戦勝祈願をすると、諏訪明神が騎馬武者の姿をとり軍勢を先導した。田村麻呂の帰京後、朝廷が神恩感謝のため信濃国全体に諏訪社の式年造営への奉仕を命じたという。

### 中世における式年造営
鎌倉時代に入ると、諏訪社が信濃国の政治・軍事の中心となり、式年以外でも国内の庄郷や豪族を御頭（）として神社運営のための資金や人手の負担をさせたり、また御符を発行して各地に祭費を徴収した。
『吾妻鏡』文治2年11月8日（1186年12月14日）の源頼朝下文には「早く先例に任じ、且つ御狩に勤仕せしめ、且つ拝殿を修造せしむべし」とあり、当時には「御狩」と「拝殿修造」が既に伝統行事とされていたことを示している。諏訪上社の大祝・諏訪信重が幕府に提出した解状（伝・1249年（建長元年））にも、「上社寅申年は二月初寅申、御符当国中に弘め米銭集め、同四月初寅申、御柱引き奉る、御殿は安曇・筑摩両郡の所役と為す、三万五千人の夫を以て勤仕せしめ之を刻む」と書かれている。

### 御柱が表すもの
御柱を建てるという行為の起源、またはそれが表すものは不明であり、これをめぐっては古来様々な説が挙げられている。
- 住居の四隅柱の象徴
- 聖域結界
- 土地神鎮撫
- 諏訪明神（あるいはミシャグジ）神体の表象
- 陰陽思想の表現（四神、四季）
- 仏教思想の表現（四天王、四菩薩など）
- 「聖なる樹木」（世界樹、神木）の変形

## 担当地区
御柱の担当地区に関しては古来の記録によると鎌倉時代などでは信濃国全体からの奉仕があったようであるが江戸時代には諏訪藩の支配のもとに領民だけで曳行が行われる現在に近い形が出来上がっていたと推定されている。1879年（明治12年）に諏訪郡が発足すると当時の村別に上社、下社の担当地区割の枠組みが定められた。その後御柱担当の抽籤制度の導入を経て、1902年（明治35年）の御柱祭協議に於いて下社担当地域の氏子数の増加により、4村（中洲・湖南・四賀・豊田）を下社から上社へ変更した上で枠組みが再編された。この協議の際に下社の御柱抽籤は廃止されている。現在では上社側が約11万人、下社側が約8万6000人と逆転しているが、再編の話はない。第二次世界大戦後の昭和の大合併により同じ枠組み内でも市町村が異なる地区があるが、御柱担当の地区割はそのまま維持されている。
諏訪大社上社
- 茅野市、諏訪市（上諏訪地区を除く）、諏訪郡富士見町、原村

上社の担当地区は当年の2月15日に上社本宮での抽籤式に於いてくじ引きを行い担当の御柱を決定する。伐採は茅野市玉川の諏訪大社境内地で社有の御小屋山より、当年に茅野市玉川神之原区の伐採奉仕会（通称：山造（やまづくり）衆）が行う。御小屋山での御柱用材調達は伊勢湾台風による倒木等の影響で用材が枯渇したため1992年（平成4年）以降は近隣の別の山より伐採してきたが、2022年（令和4年）の御柱祭では30年ぶりに御小屋山から8本の御用材を調達し、2021年10月に伐採が行われた。担当地区は山出し、里曳きともに担当の御柱のみに携わる。
- 2022年の担当地区（抽籤結果）
  - 本宮一之御柱　玉川・豊平（茅野市）
  - 本宮二之御柱　原（原村）・泉野（茅野市）
  - 本宮三之御柱　宮川・ちの（茅野市）
  - 本宮四之御柱　富士見（富士見町）・金澤（茅野市）
  - 前宮一之御柱　四賀・豊田（諏訪市）
  - 前宮二之御柱　湖南・中洲（諏訪市）
  - 前宮三之御柱　湖東・北山・米沢（茅野市）
  - 前宮四之御柱　本郷・落合・境（富士見町）

諏訪大社下社
- 岡谷市、諏訪市（上諏訪地区のみ）、諏訪郡下諏訪町

下社の担当地区は取り決めにより固定されており、担当する柱は毎回同じである。また、山出し、里曳きで担当する柱や地区割が変わるという上社とは違う慣習がある。岡谷市川岸を例に挙げると山出しの曳行が春宮三、里曳きは初日が秋宮一の曳行、2日目は岡谷市湊・長地との交替で秋宮二の曳行、最終日は湊・長地と合同で秋宮二の建御柱と決まっている。岡谷市長地は春宮二を、岡谷市湊は春宮四を山出し、里曳き、建御柱まで一つの地区だけで担当する。
- 山出しの担当地区
  - 秋宮一之御柱　下諏訪町（1・2・3・7・9区）
  - 秋宮二之御柱　諏訪市上諏訪
  - 秋宮三之御柱　下諏訪町（4・5・6・8・10区）
  - 秋宮四之御柱　岡谷市旧市内（岡谷･新屋敷･小尾口）
  - 春宮一之御柱　岡谷市旧市内（小井川･小口･今井･西堀･間下･上浜･下浜）
  - 春宮二之御柱　岡谷市長地
  - 春宮三之御柱　岡谷市川岸
  - 春宮四之御柱　岡谷市湊

- 里曳きの担当地区（初日）
  - 秋宮一之御柱　岡谷市川岸
  - 秋宮二之御柱　諏訪市上諏訪
  - 秋宮三之御柱　下諏訪町（2・3区）
  - 秋宮四之御柱　下諏訪町（4・5・8・10区）
  - 春宮一之御柱　岡谷市旧市内全地区
  - 春宮二之御柱　岡谷市長地
  - 春宮三之御柱　下諏訪町（1・6・7・9区）

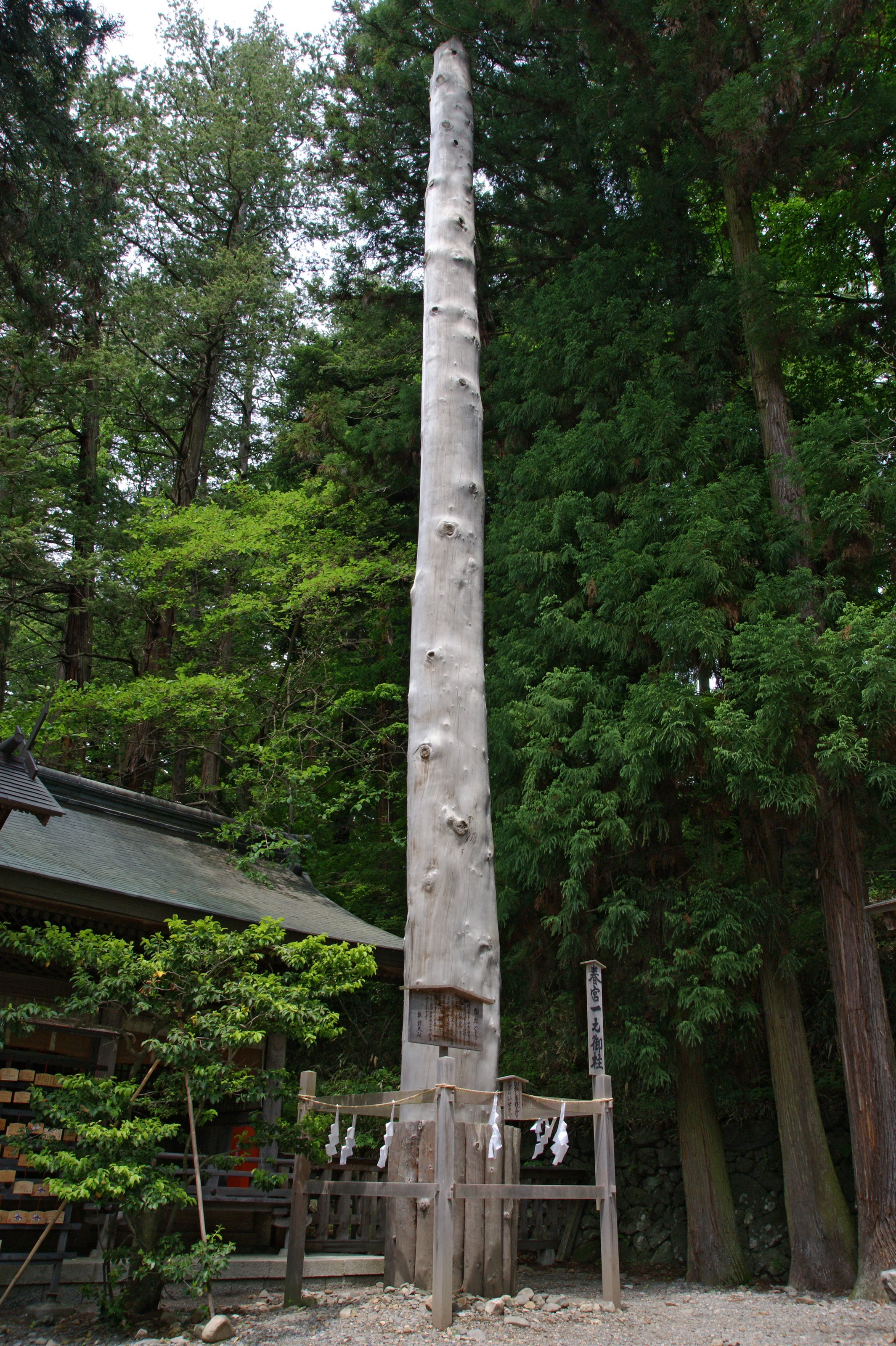
春宮一之御柱
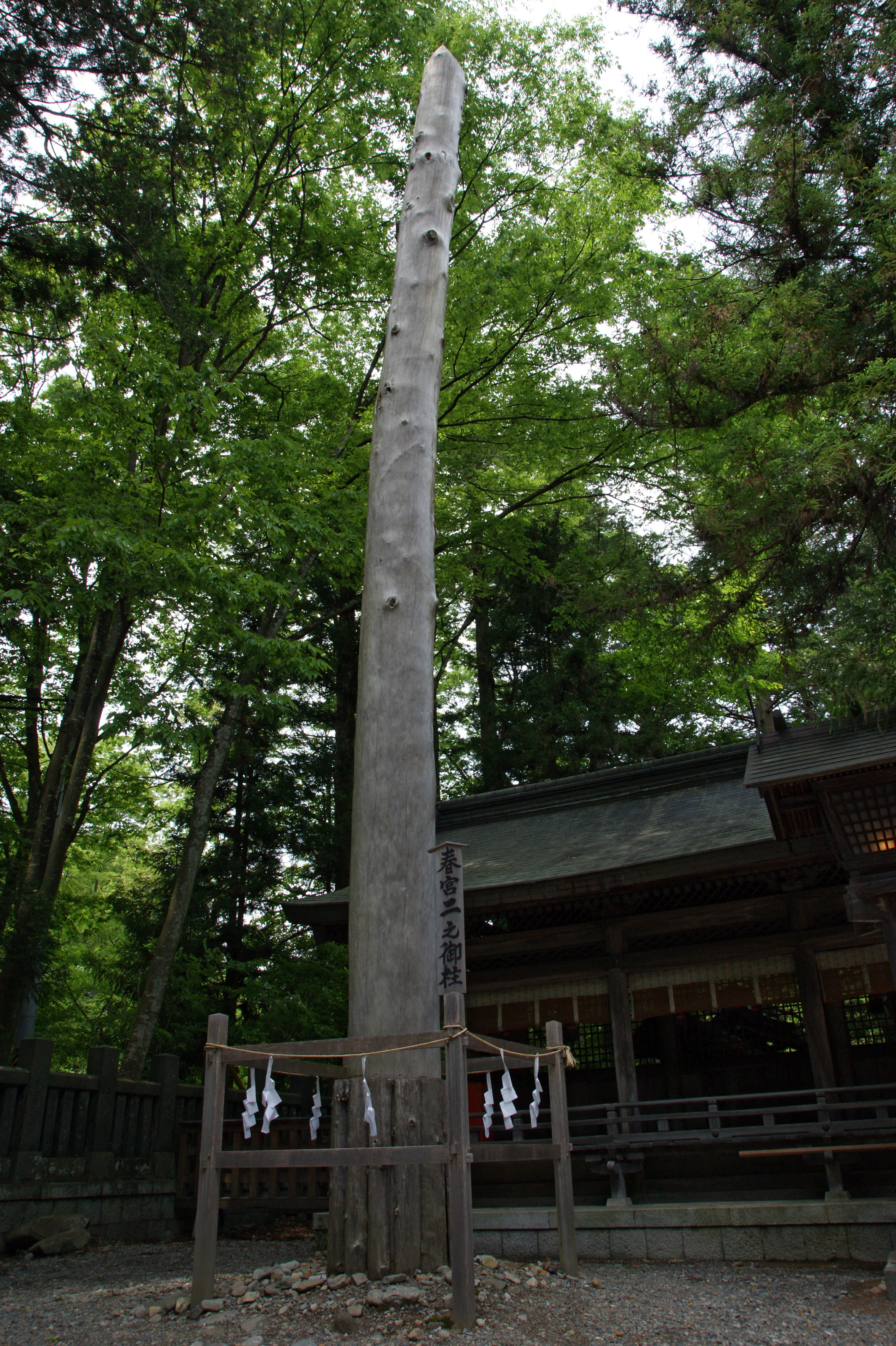
春宮二之御柱
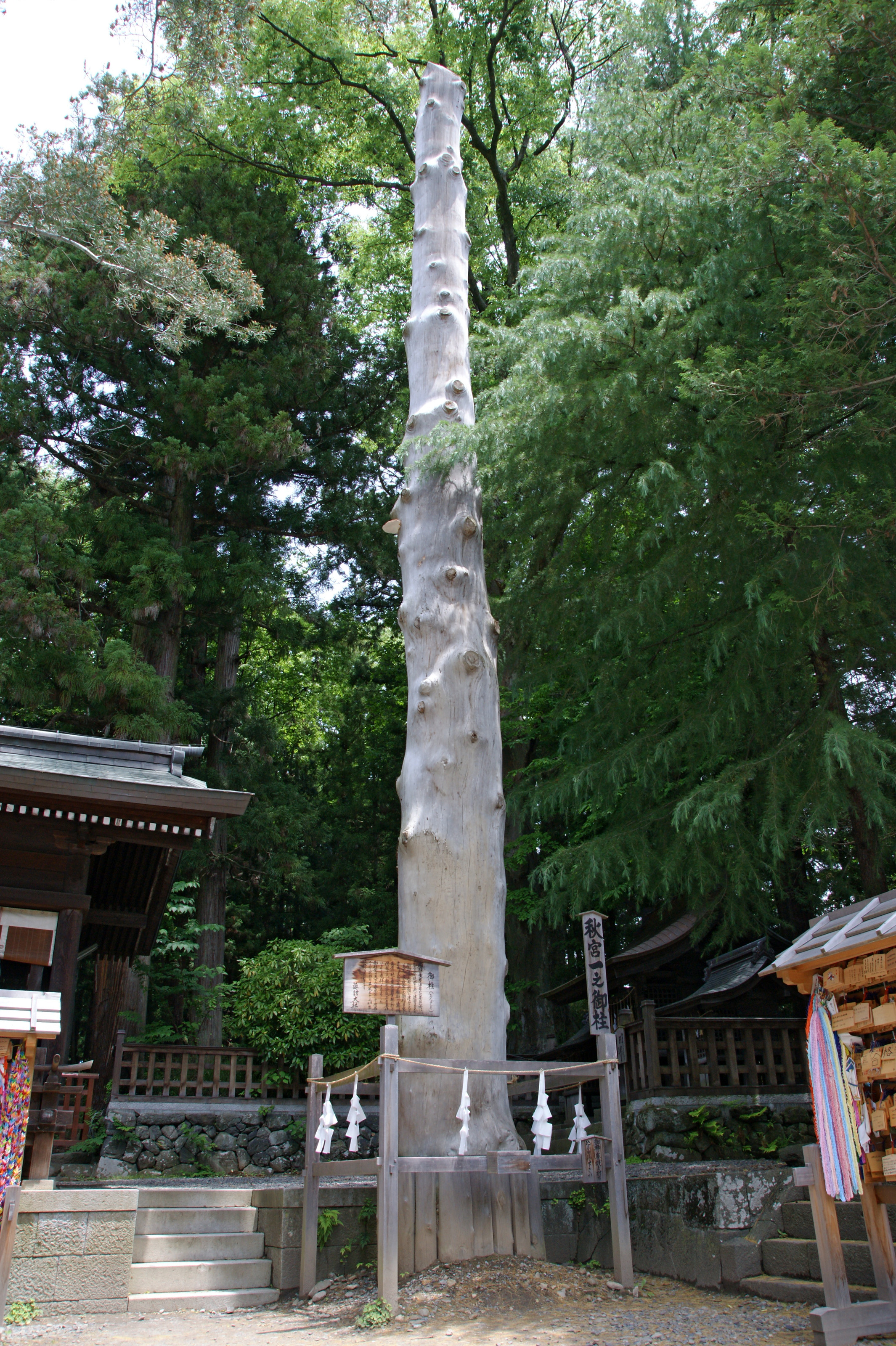
秋宮一之御柱
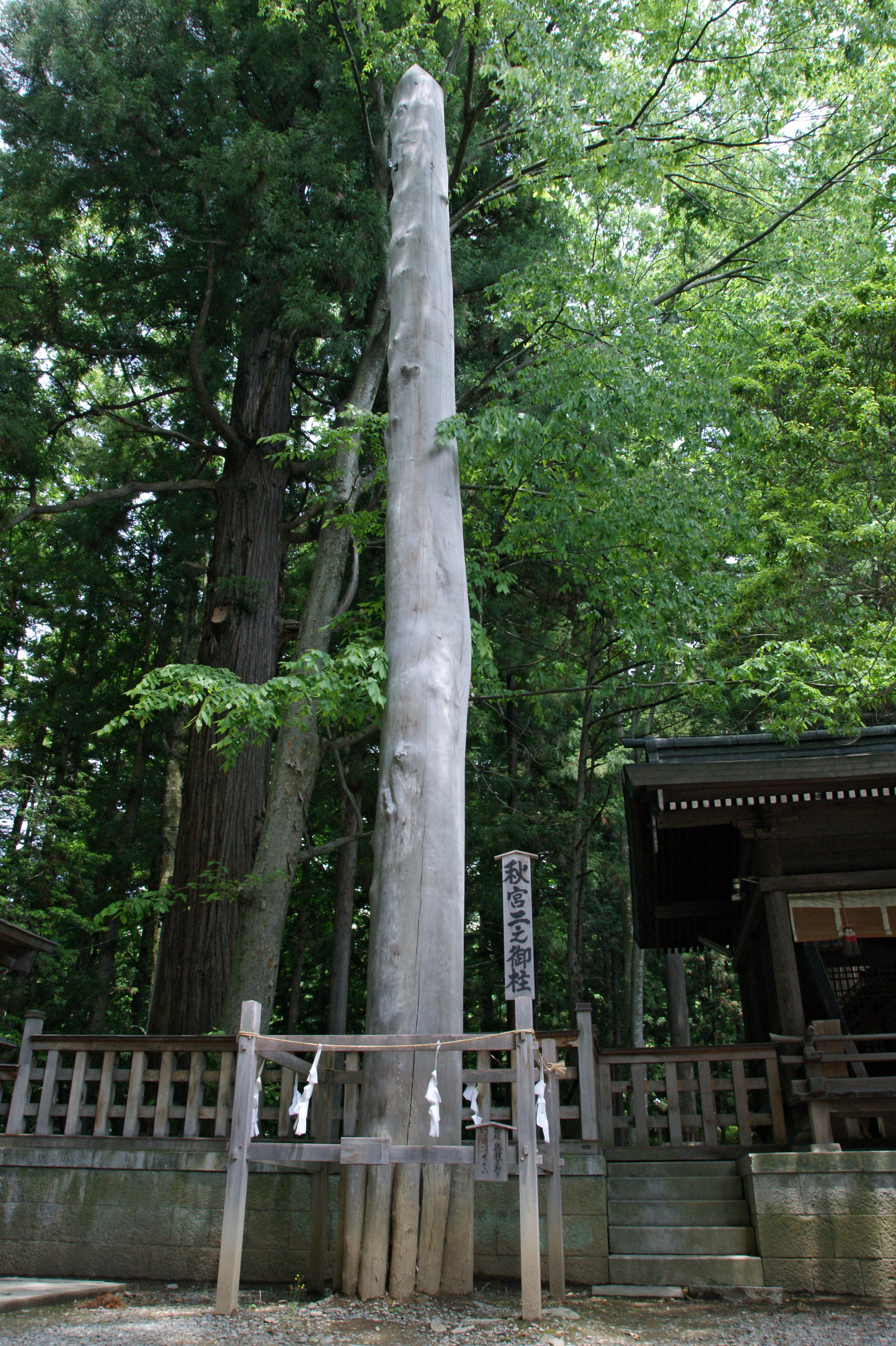
秋宮二之御柱

  - 春宮四之御柱　岡谷市湊

- 里曳きの担当地区（2、3日目）
  - 秋宮一之御柱　諏訪市上諏訪
  - 秋宮二之御柱　岡谷市湊・川岸・長地
  - 秋宮三之御柱　岡谷市旧市内全地区
  - 秋宮四之御柱　下諏訪町全町
  - 春宮一之御柱　岡谷市旧市内全地区
  - 春宮二之御柱　岡谷市長地
  - 春宮三之御柱　下諏訪町（1・6・7・9区）
  - 春宮四之御柱　岡谷市湊

- 春宮一之御柱
- 春宮二之御柱
- 秋宮一之御柱
- 秋宮二之御柱

## 上社の御柱
上社の全ての御柱にはめどてこ（漢字で表記すると針孔梃子。しばしばめどとも）と呼ばれるV字型の角（つの）のように大きな梃子棒が御柱の前後についている。このめどを左右に揺らすと接地抵抗を軽減でき柱が曳きやすくなる効果がある。氏子がめどに乗り指揮を執りながらおんべを振る姿は壮観である。
御柱は、通常山出しの1ヶ月前、山造衆の指揮により伐採される。その際、抽籤式で決まった担当地区の氏子も奉仕する。伐採が御柱祭の直前のため、どの柱もおよそ10トン以上の重量があり、一番大きな本宮一之御柱は15トンほどの重量があるとされる。里曳きの直前には建御柱に備え樹皮が剥がされる。綱打ち、めどてこを揺らす練習等、事前に御柱を美しく曳行する準備が各地区で行われる。

### 山出し
山出しでは茅野市、原村境の綱置場から茅野市安国寺の御柱屋敷までの御柱街道と呼ばれる約12㎞を本宮一之御柱、前宮一之御柱、本宮二之御柱・・・前宮四之御柱の順に曳行する。その昔は綱置場から8本全ての御柱が曳行を開始していたが現在綱置場から出発するのは最後尾の前宮四之御柱のみで、それぞれの御柱は進行方向へ300m程度の間隔で並べられる。本宮一之御柱が出発する地点は綱置場から2km程下った一番塚付近であり、山出し初日の同時刻に8本の御柱が揃って曳行を開始する。
茅野市玉川の穴山地区に差し掛かると、玉川郵便局付近で穴山の大曲と呼ばれる鋭角な左90度曲がり角の難所がある。急カーブのため綱を引く力が柱には伝わりにくくなるので全てがうまく協調しないとうまく曲がる事が出来ない。この辺りは道幅が狭く民家の間を通らなくてはならない為、めどてこが民家等を損傷することもある。そのようなことが起こらない為に、御柱の方向転換等をつかさどるてこ衆と呼ばれる人々は細心の注意を払って御柱の曳行を管理する。

#### 木落し
氏子をめどてこに乗せたまま、御柱を傾斜約30度、距離80mの木落し坂から落とす。山出しの2日目、最終日に行われる。祭りの中でもっとも危険な地点の一つであり、過去に幾人もの負傷者を出してきた。下社木落しは距離が長いのに対して上社木落しは距離は短いがめどてこに氏子が乗っているため御柱が横倒しになるなどすると非常に危険である。会場は観衆によって埋め尽くされる。木落しは場所が広く、見せ場でもあるために曳行用の片側7〜8人乗りのめどてこではなく10〜12人ほど乗れる大きなめどてこに付け替える地区もある。しかしその巨大さ故に衝撃で折れるなどの事故も発生する。その後、JR東日本中央本線の線路の桁下を通す為に一時的にめどてこが抜かれる。当日現場を通行する列車は線路内に人が立ち入る危険があるため徐行する。その昔は中央本線の列車を止めて線路上を横断し、川越しのある中河原地籍までは田の畔を破壊しながら前方の御柱と競争になるなど無秩序であったがその後経路も指定されるようになり、2016年（平成28年）の曳行からは国道20号線の交通を遮断して中河原交差点を横断してから右斜めに入る細い道を使わず長野県道16号岡谷茅野線を直進し、中央道直下の交差点を右折するように変更された。

#### 川越し
上社山出しのラストイベントである。木落し同様、山出しの2日目、最終日に行われる。茅野市中河原と安国寺の境にある、川幅約40mの宮川を渡り、御柱のお清めを行う。4月頭の水温は雪解け水のため限りなく低い、その中、御柱を曳く綱を渡し川を越える。2004年（平成16年）は雪が降る厳しい状況で行われた。以前は川越しも木落しと同じ巨大なめどてこを使う地区があったが近年では禁止されている。氏子の水難事故に備えて救助員も配置される。2022年の御柱祭はトレーラーによる運搬となったが県道16号線の宮川橋で停車し、宮川の水を汲み上げてポンプの動力により放水を行い川越しのお清めの代わりとされた。川越しを終えるとすぐに御柱屋敷であり、里曳きまでの1ヶ月間安置される。

### 里曳き
里曳きでは、御柱屋敷から御柱を曳行する。前宮は御柱屋敷から1.3km、本宮は同2.5kmの道程である。本宮一、本宮二の順で本宮の御柱を曳き出し、次いで前宮一から前宮の御柱を曳き出す。距離が短いのでゆっくりと曳行される。騎馬行列（お騎馬）、花笠踊りや長持ち奴などが祭りに華を添える。一日目は本宮一が出発したのち、上社本宮から茅野市泉野が担当する御柱迎えのお舟が出発し、途中で本宮一と出会う。そしてそのお舟を先頭に曳行される。上社お膝元の地元神宮寺区民による騎馬行列（お騎馬）は里曳きの警固の行列であり、奴振りの妙技が披露される。花笠踊りや長持ち奴は、周辺地区から何十組もの参加がある。2022年（令和4年）は初日の曳行が本宮の4本のみ、前宮の4本は2日目に御柱屋敷を出発するよう日程が変更された。

#### 前宮
前宮の御柱は前宮前の信号から左に曲がり、前宮の鳥居をくぐって建御柱の場所まで急斜面を上がる。その際300mの階段を一気に登る。この道は非常に狭いため危険を伴う。また、以前は初日の出発が午後になる前宮三、前宮四の辺りになると前宮への到着は暗くなっていることも多く、提灯や行燈などを持つこともあった。2022年（令和4年）の御柱祭では前宮4本の御柱は2日目に全ての曳行と曳きつけが行われ、当日中に冠落としの儀まで行われた。

#### 三の鳥居、階橋（きざはし）
本宮の御柱は諏訪市に入り、上社本宮まで向かう。その間に2つの鳥居がある。若宮前にある三の鳥居と本宮東参道の二の鳥居である。その2つの鳥居は幅が狭く高さも低いため、めどてこをぶつけないように曳行する必要がある。特に二の鳥居には階段状になった階橋があり、御柱が跳ね上がらないように慎重に曳行され境内に入っていく。本宮三、本宮四の御柱は通常閉ざされている門を開いて境内のさらに奥へと向かっていく。

#### 建御柱
祭りのフィナーレといえる。各宮の四方に柱を立てる。御柱の頭を三角錐に切り落とす冠落しが施される。そしてワイヤを御柱に巻きつけ、車地という道具を使って巻きあげて御柱を建てていく。建御柱の際には御柱に多数の男たちが乗り、にぎやかに盛り上げる。御柱が建つと諏訪市中洲の中金子区によって穴埋めの儀が行われる（本来はこの建御柱の穴を埋めるのは中金子区しか行うことができない。しかし中金子区からの委託によりその御柱の担当地区が埋めることを許される）。2016年（平成28年）までは里曳き2日目に前宮の4本、最終日に本宮の4本が建てられていたが2022年は8本の御柱全てが最終日に建てられた。1998年（平成10年）の長野オリンピックの開会式でも建御柱を行った。

## 下社の御柱
下社の御柱は下諏訪町の東俣国有林から切り出される。伐採は御柱年の1年前に行われ、山出し開始地点の棚木場に安置される。伐採が早い分、木が乾燥し重さは上社より軽い6〜8トン。戦前までは東俣国有林から山出しをしていたが、傾斜が急で事故が相次いだため戦後は現在の棚木場（たなこば）に移った。初日に春宮四、春宮三、秋宮二、2日目は秋宮四、春宮一、春宮二、秋宮三、秋宮一の順で曳き出す。棚木場から注連掛（里曳きまで御柱を安置しておく場所）までは約3㎞。近年は危険回避のために大総代会より曳行時間の厳守が訴えられているが、下社は深夜まで曳行が続くことが問題となっている。

### 木落し
木落し坂は最大斜度35度、距離100m。追い掛け綱が斧で切られ、御柱は猛然と坂を突き進む。近年では坂の土を掘ってしまい途中で止まってしまったり、非常にゆっくり落ちてきたりしていたが2016年は坂に笹が敷かれ止まりにくく、落ちるスピードが上がった。順番は初日に春宮四、春宮三、秋宮二、2日目が秋宮四、春宮一、春宮二、最終日は秋宮三と一番大きな秋宮一が最後に木落しされる。

### 里曳き
5月、上社里曳きの翌週、注連掛から8本の御柱を曳行し、春宮・秋宮の両境内に建御柱される。春宮一、春宮二、春宮三、春宮四、秋宮一、秋宮二、秋宮三、秋宮四の順で曳き出す。国道142号から旧中山道へ入った御柱は春宮境内裏側斜面からの木落しによって春宮境内に曳きつけられる。2日目、春宮では朝から一、二、四の建御柱が行われる。秋宮の御柱は下諏訪町内を曳行され、秋宮一、二、三は境内まで曳きつけられる。最終日は秋宮四も境内に曳きつけられ、春宮三と秋宮の4本全ての建御柱が行われる。最後を飾る秋宮四の建御柱は夕刻に行われる。

## 小宮祭
大社での開催年を中心に、全国の諏訪神社や関連神社（通称：小宮）でも同様の祭（小宮祭）が実施される。その中で代表的なものが塩尻市の辰野町飛地付近にある小野神社（信濃国二之宮）の御柱祭で諏訪大社の御柱祭の翌年（卯と酉の年）に行われる。諏訪大社の勇壮さに比べ小野神社の御柱祭はきらびやかな衣装が特徴であり、「人を見たけりゃ諏訪御柱、綺羅を見たけりゃ小野御柱」などと昔から言い伝えられているものである。
基本的に小宮祭は上社や下社と日程は送らせて行う。ただし、過去には岡谷市の洩矢神社が下社と同じ日に小宮祭を行なっていた。

## 事故
近年では1980年（昭和55年）、1986年（昭和61年）、1992年（平成4年）、2010年（平成22年）、2016年（平成28年）に死亡事故が起きた。
1980年（昭和55年）、上社里曳きの建御柱の準備中に御柱が落下、氏子の男性1人が下敷きになり死亡。
1986年（昭和61年）、下社山出しで木落しを見物中の女性1人が落石に当たり死亡。
1992年（平成4年）、下社山出しの木落しで曳子の男性1人が巻き込まれ死亡。
2010年（平成22年）、下社春宮一の建御柱の最中、御柱に乗っていた氏子の男性3人が落下し、2人死亡、地上の氏子含む2人が負傷。
2016年（平成28年）、上社本宮一の建御柱の建立後、御柱に乗って撤収作業をしていた氏子の男性1人が落下、当日夜に搬送先で死亡を確認。
この祭りは毎回のように死者が出ているとして、東京の弁護士2人が諏訪大社の宮司に対する業務上過失致死容疑での告発状を長野県警諏訪署に2016年（平成28年）5月13日付けで提出したことが報じられたが、長野地検松本支部は2017年（平成29年）6月29日付けで不起訴処分とした。

## 御柱祭を題材とした作品

### 生中継
- 1992年（平成4年）4月12日[要出典]
- 2010年（平成22年）4月10日[要出典]

### ドキュメンタリー
- 短編映画 「諏訪の御柱祭」（1956年（昭和31年）5月29日、総合）
- NHK特集 「巨木が走る」 -諏訪御柱祭-（1986年（昭和61年）5月23日、総合）
- 「巨木に神が蘇（よみがえ）る〜諏訪・御柱祭〜」（1998年（平成10年）5月31日、アナログ衛星ハイビジョン）[19]
- ハイビジョンふるさと発 「御柱」（2004年（平成16年）6月4日、BShi）

### その他
- オペラ「御柱」 - 御柱年に岡谷市カノラホールで、上演されてきた[20]